# Plesina deserticola
Plesina deserticola là một loài ruồi trong họ Tachinidae.